# Großsteingräber bei Gohlau
Die Großsteingräber bei Gohlau sind eine Gruppe von drei megalithischen Grabanlagen der jungsteinzeitlichen Trichterbecherkultur nahe dem zur Gemeinde Waddeweitz gehörenden Ortsteil Gohlau im Landkreis Lüchow-Dannenberg (Niedersachsen). Sie tragen die Sprockhoff-Nummern 729–731.

## Lage
Grab 1 befindet sich etwa 850 m nordnordwestlich von Gohlau in einem Waldstück. 1,9 km südwestlich hiervon und etwa 300 m nordnordöstlich des Ortsteils Hohenvolkfien liegt Grab 2. Grab 3 befindet sich wiederum 1,2 km südlich von diesem, direkt nördlich der Bundesstraße 493. In der näheren Umgebung gibt es mehrere weitere Großsteingräber. 600 m nordöstlich von Grab 1 liegt das Großsteingrab Wittfeitzen und 820 m südlich von Grab 3 liegt das Großsteingrab Dickfeitzen.

## Beschreibung

### Grab 1
Die Anlage besitzt ein in Resten erhaltenes Hünenbett. Ein Stahlstich von Estorffs auf Grundlage seiner Vermessung des Grabes im Jahr 1836 zeigt noch 16 Steine der Umfassung sowie eine ost-westlich orientierte Grabkammer mit 14 Wand- und sechs Decksteinen. Ernst Sprockhoff fand bei seiner erneuten Aufnahme des Grabes 1929 nur noch verstreut umherliegende Steine vor. Von diesen konnte er einen als Wandstein und zwei als Decksteine identifizieren. Zehn weitere Steine konnten nicht mehr genau zugeordnet werden. Von diesen liegen jeweils fünf am Rand der Grabkammer und um das Hünenbett herum.

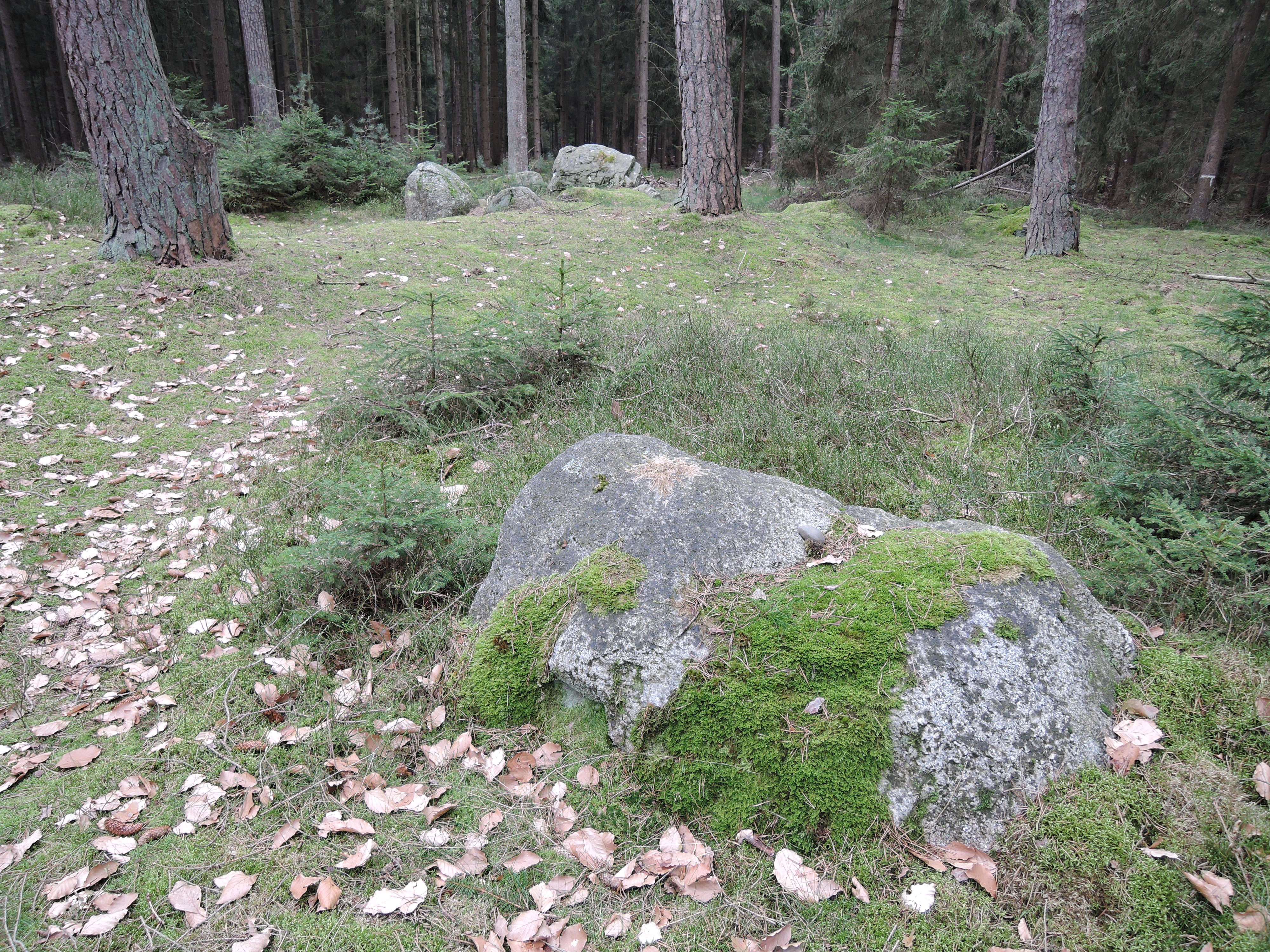
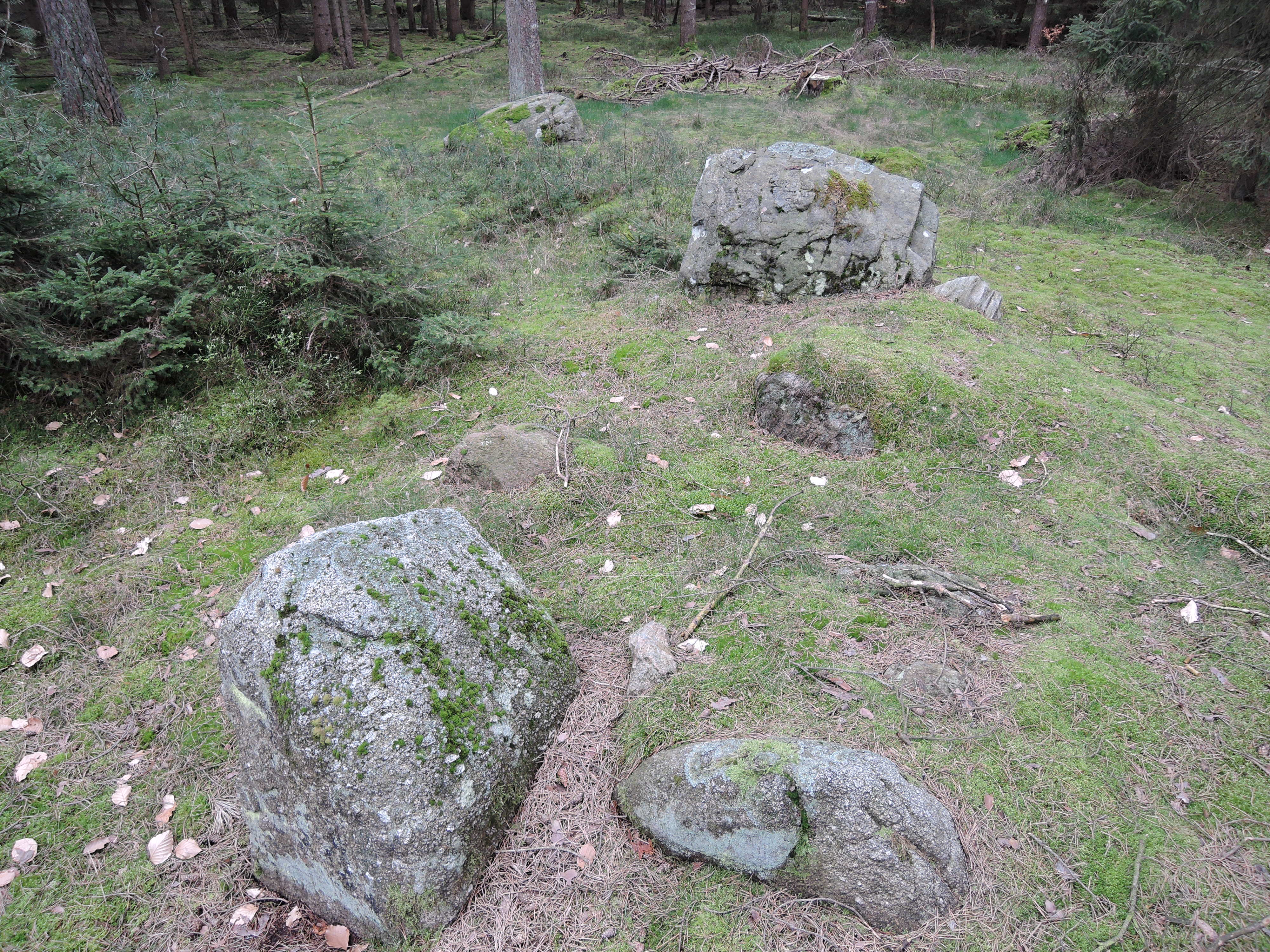
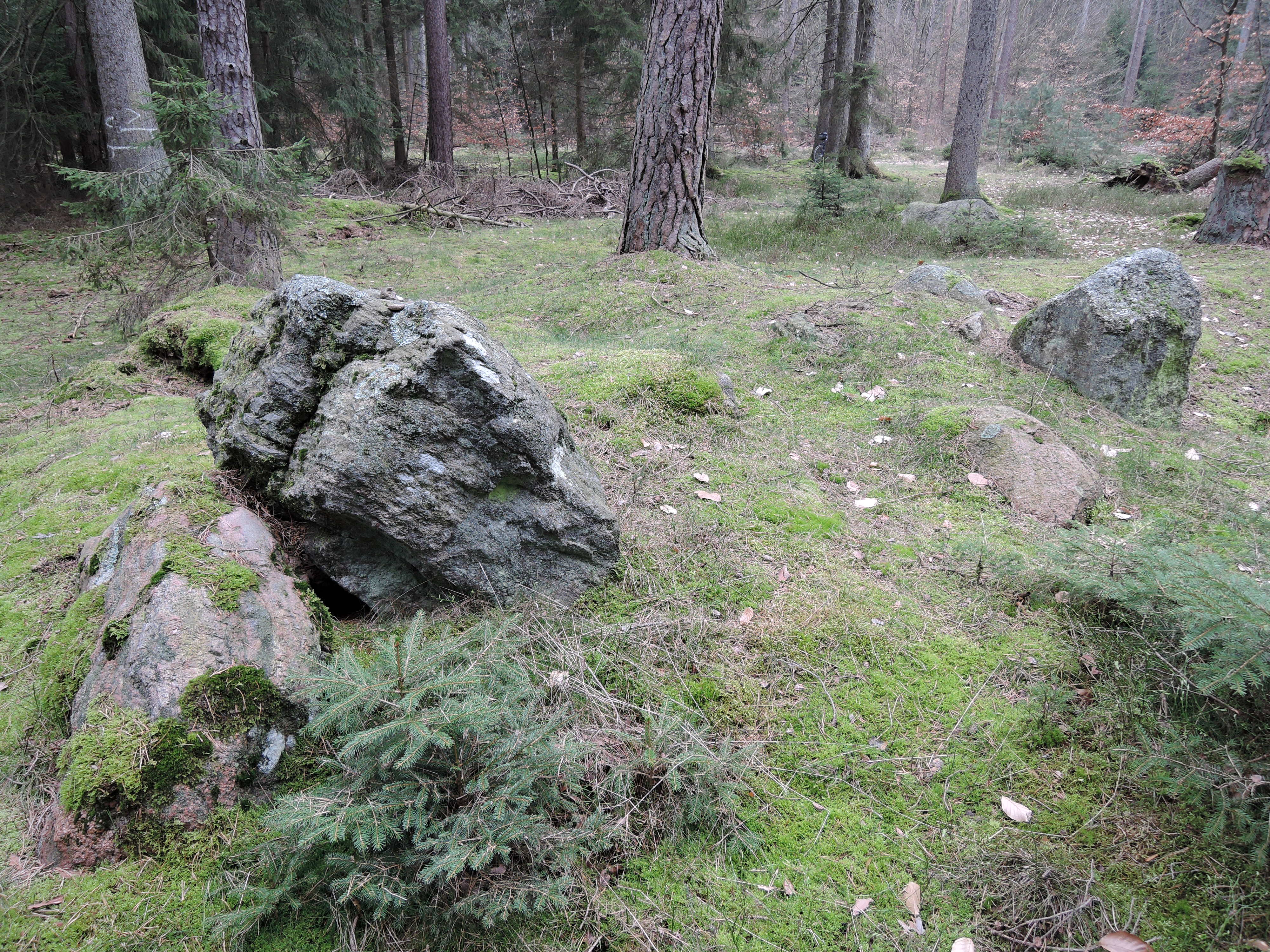
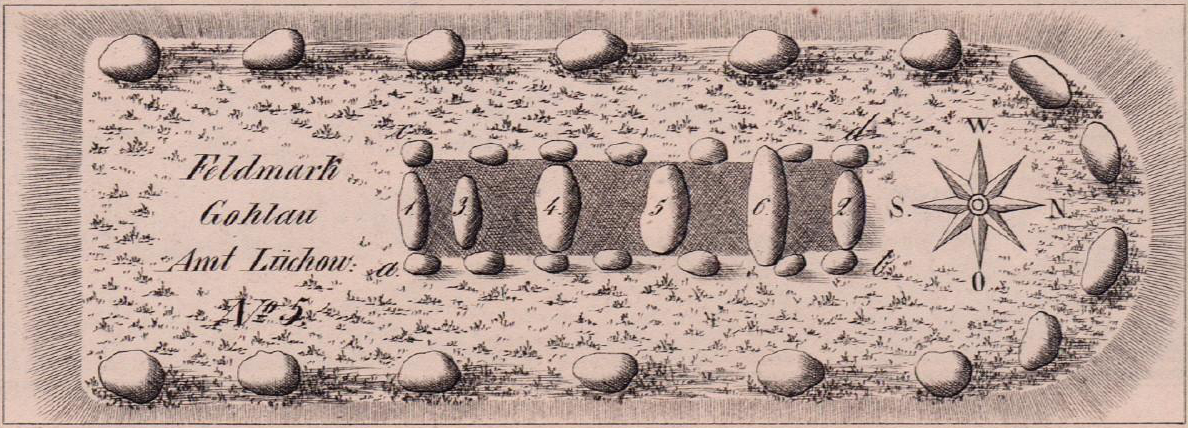
Grab 1 nach von Estorff

### Grab 2

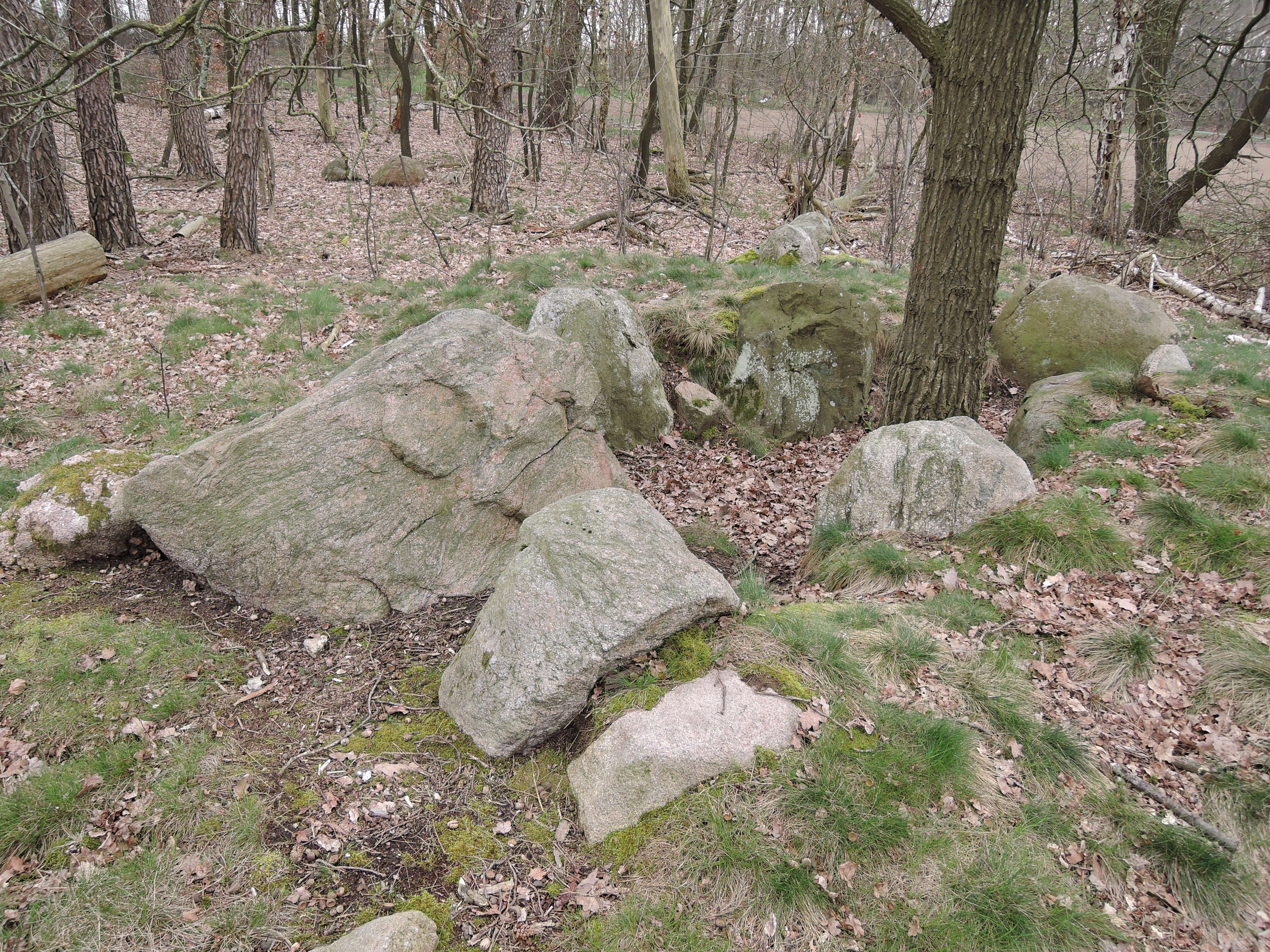
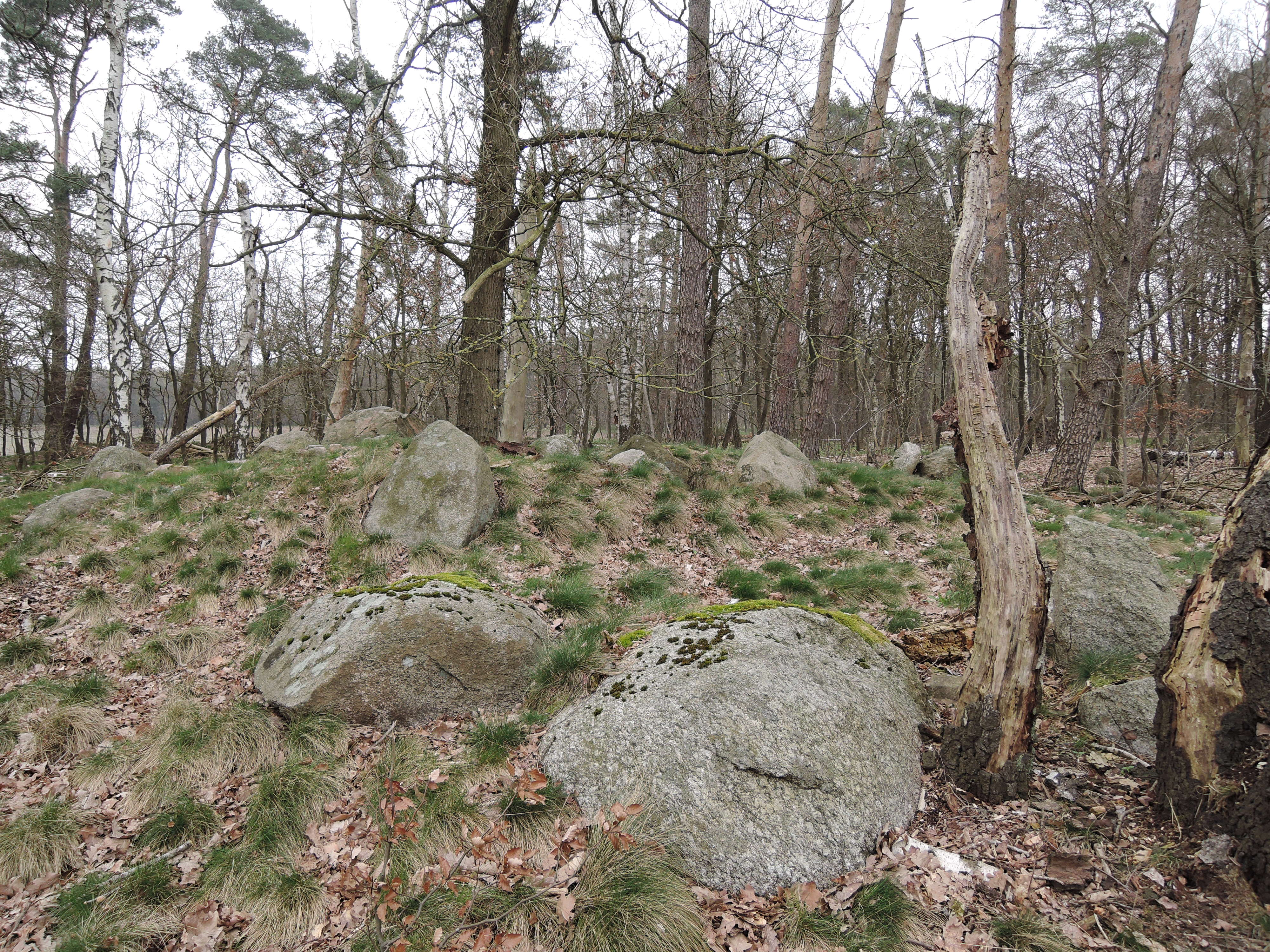
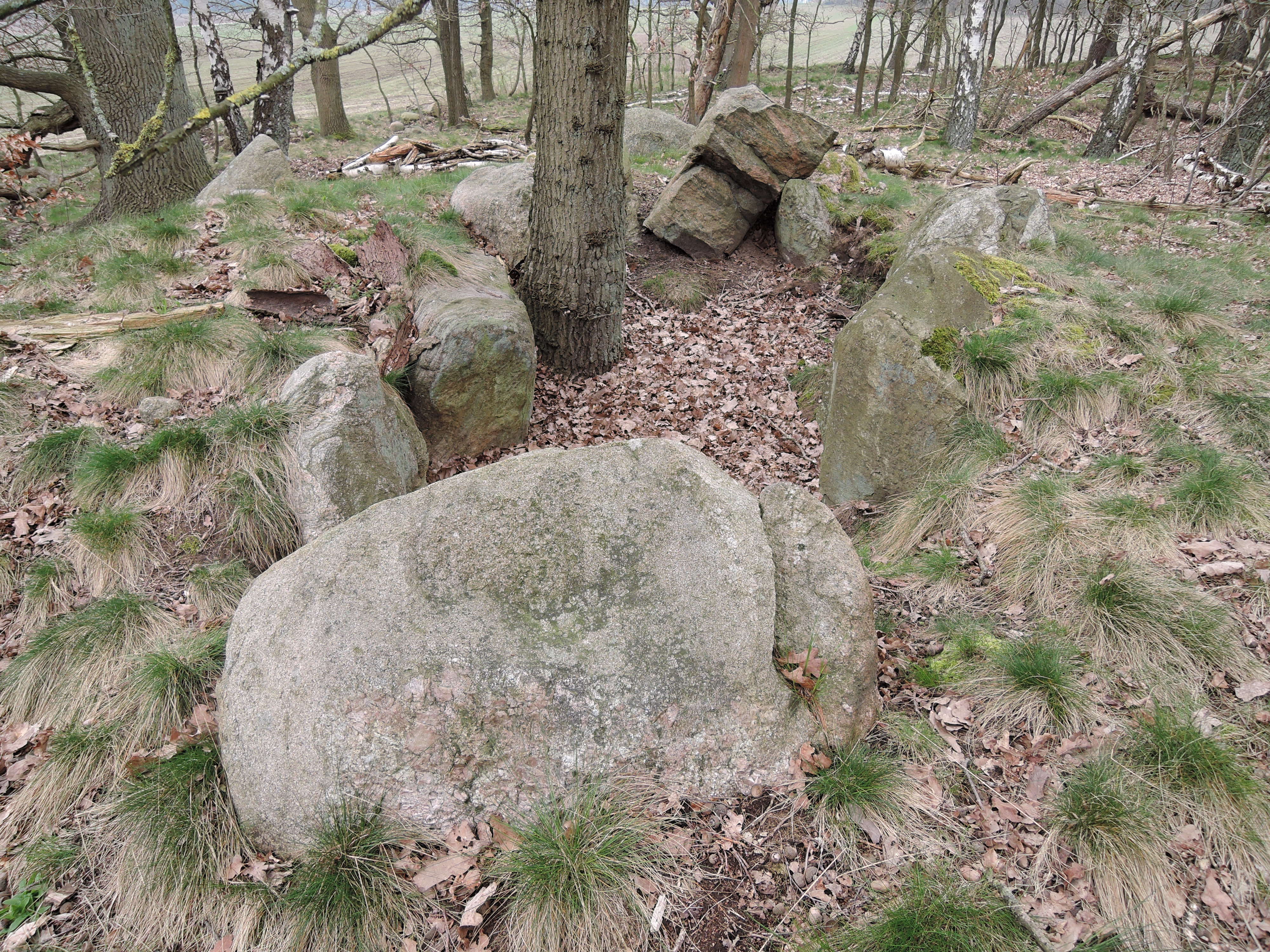
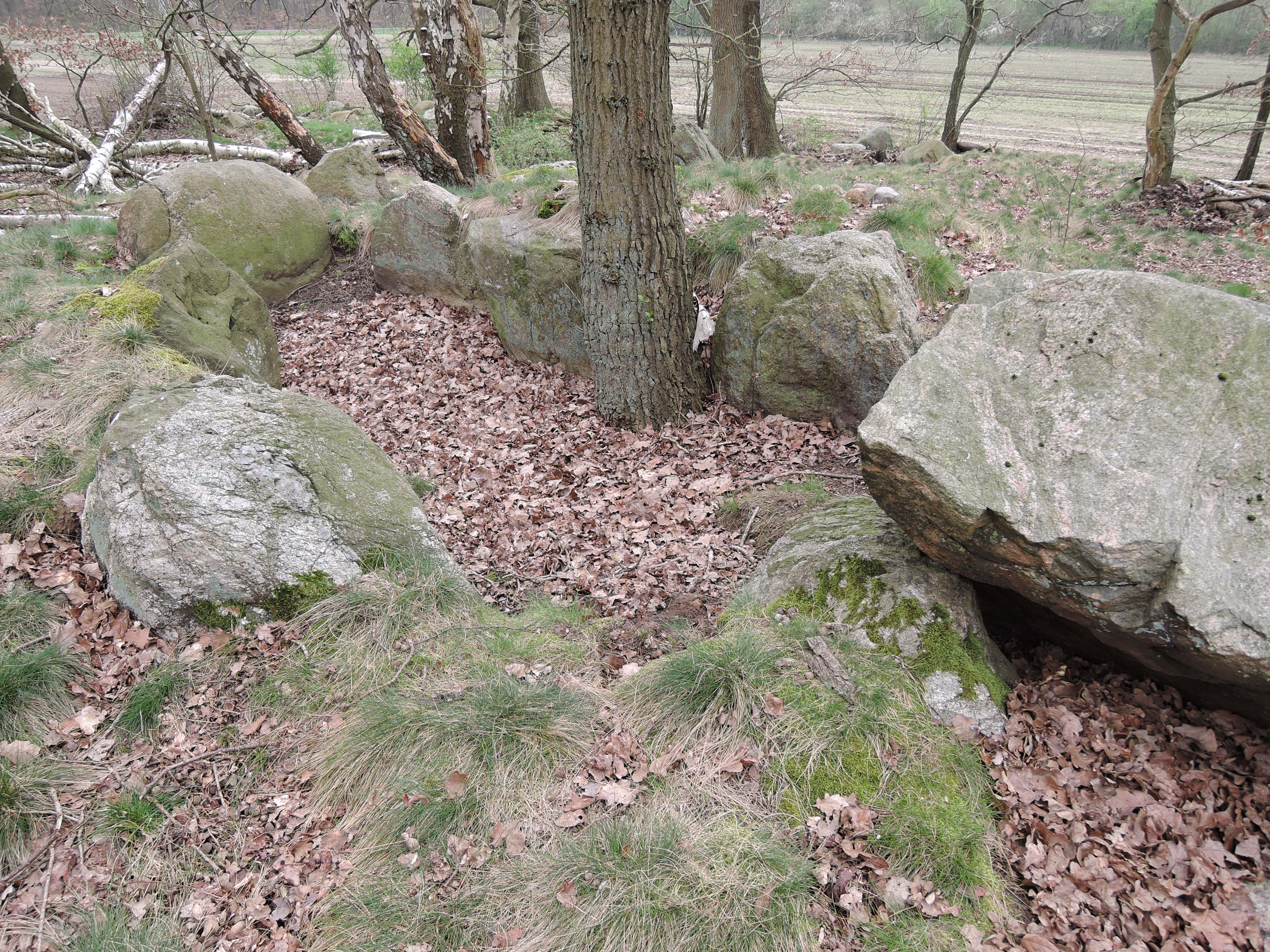

Grab 2 besitzt ein nordwest-südöstlich orientiertes Hünenbett, das allerdings nur noch in seinem südöstlichen Teil erhalten ist. In diesem befindet sich die Grabkammer gleicher Orientierung, bei der es sich um ein Ganggrab handelt. Mehrere Steine der Umfassung des Hünenbetts sind noch erhalten, allerdings befindet sich keiner mehr an seiner ursprünglichen Position. Die Grabkammer ist relativ gut erhalten und hat eine Länge von 7 m sowie eine Breite von 1,5 m. Sie besaß in ihrem ursprünglichen Zustand wohl sieben Wandsteine an der nordöstlichen Langseite, sechs an der südwestlich, je einen Abschlussstein an den Schmalseiten, sechs Decksteine sowie einen Gang an der Mitte der südwestlichen Langseite, der zwei Wandsteinpaare und zwei Decksteine besaß. Noch in situ erhalten sind der südöstliche Abschlussstein, alle sechs Wandsteine der südwestlichen und vier der nordöstlichen Langseite sowie zwei Wandsteine des Ganges. Ein Deckstein liegt zerbrochen im Inneren der Kammer, ein weiterer etwas außerhalb.

### Grab 3

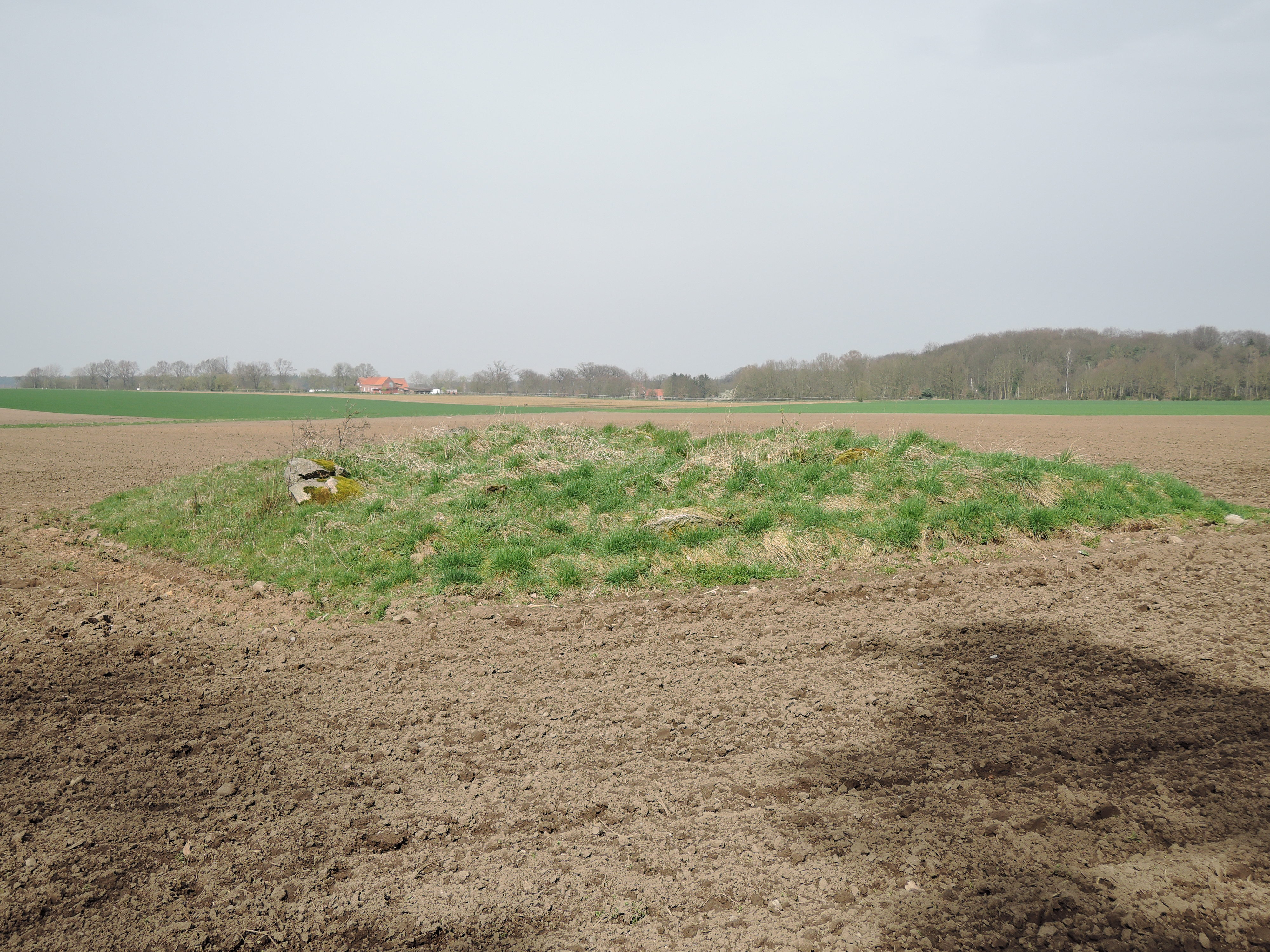
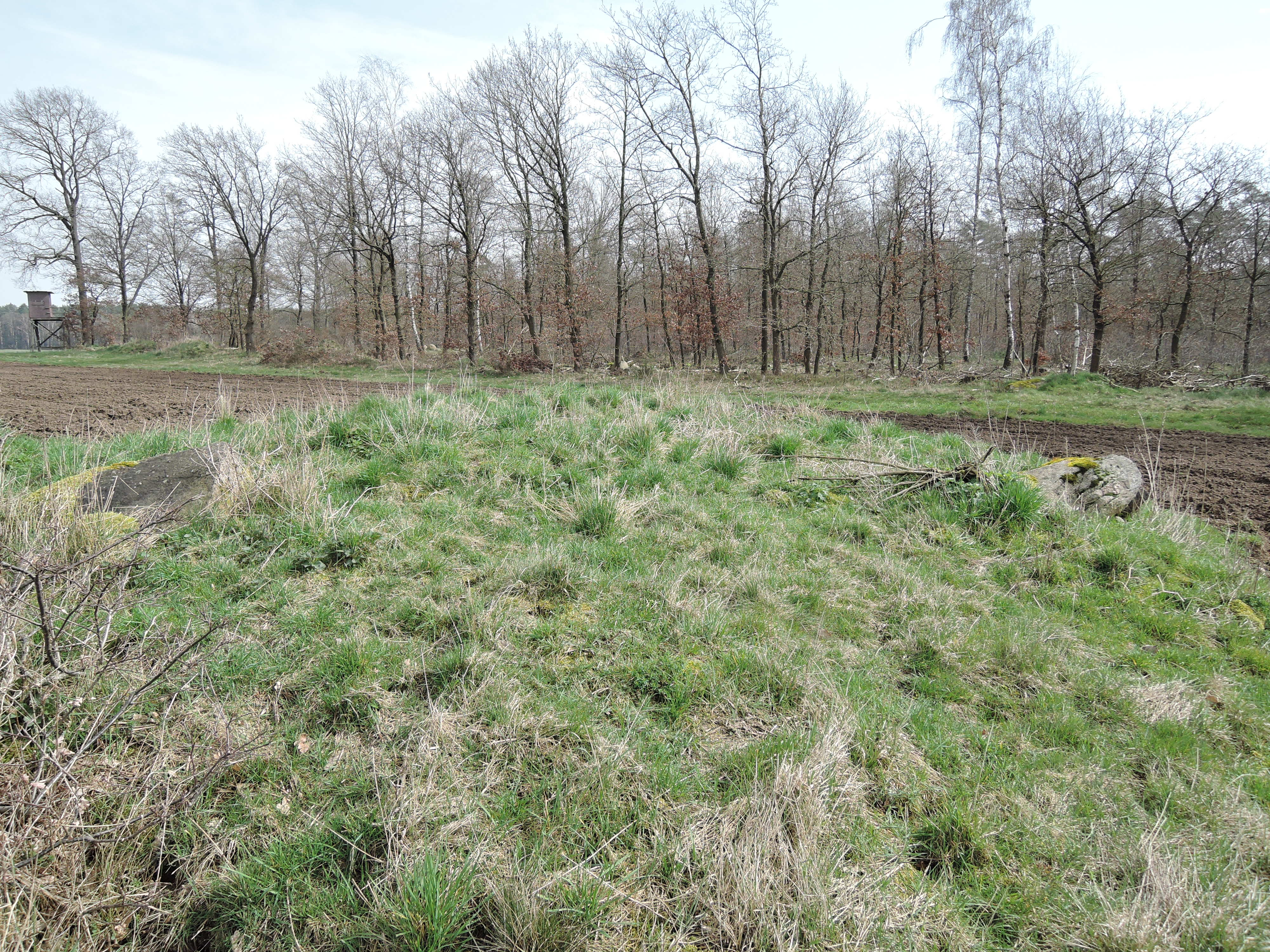
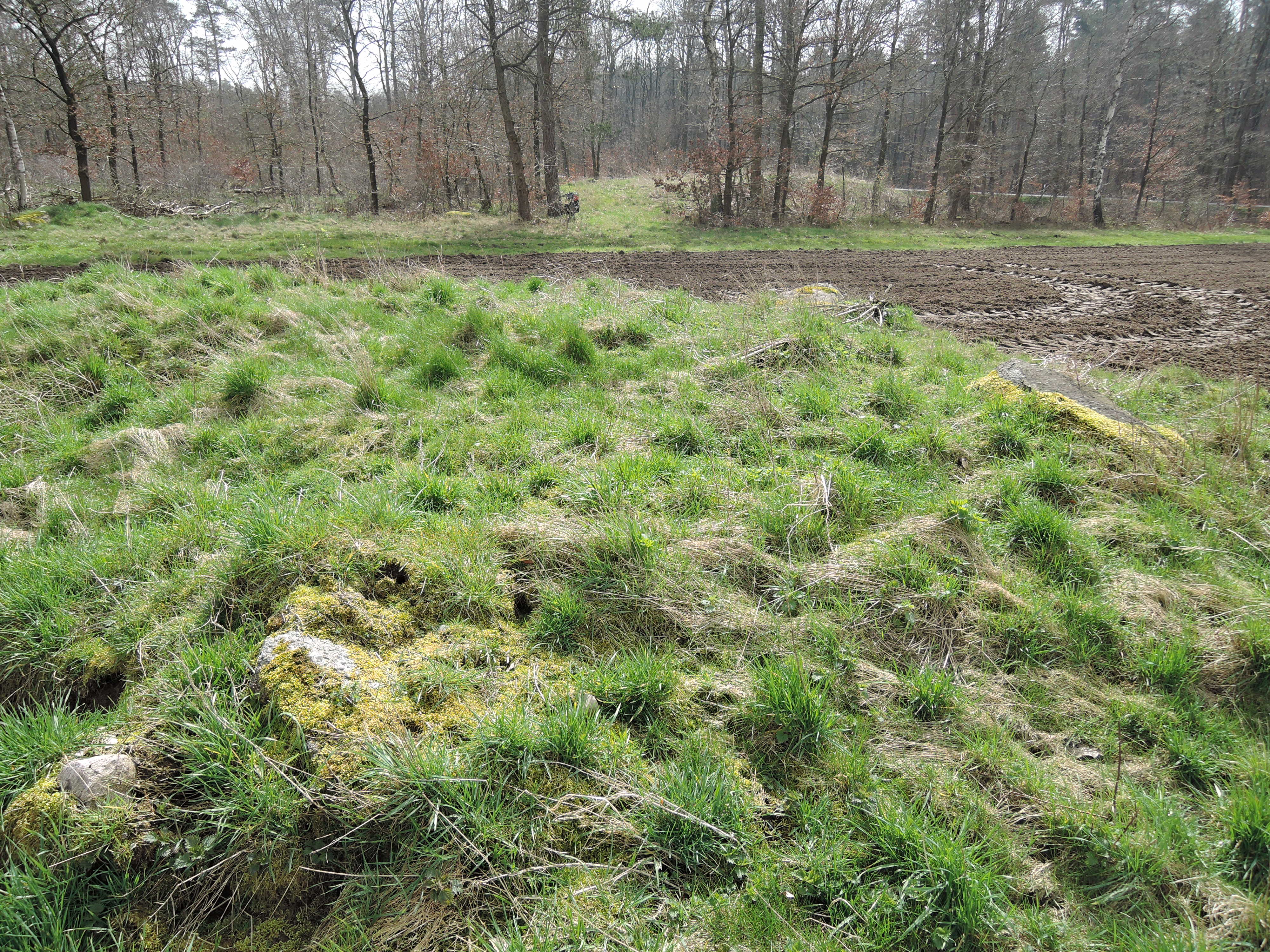
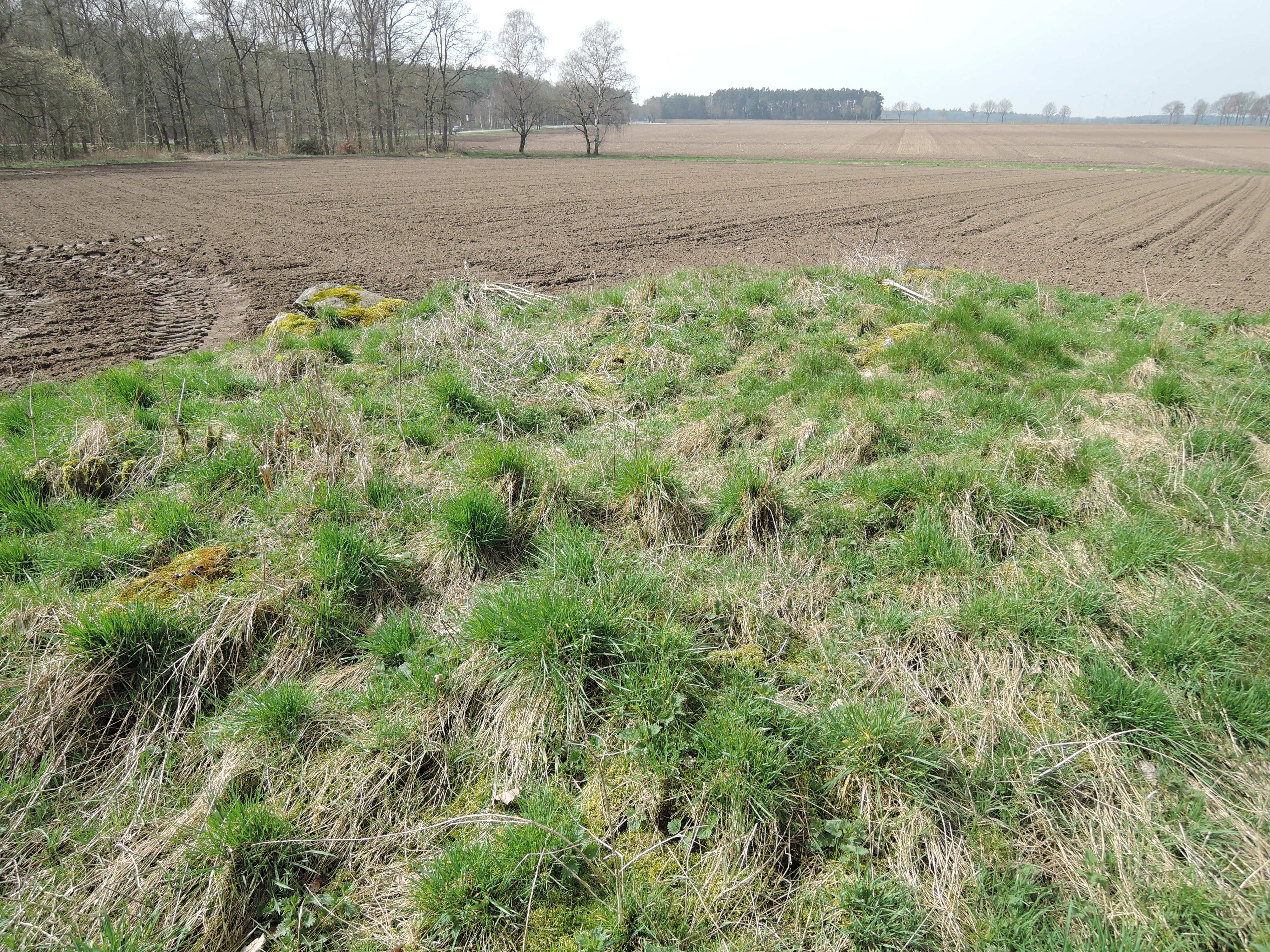

Grab 3 ist sehr stark zerstört. Es besitzt eine flache ovale Hügelschüttung mit einer Länge von 16 m und einer Breite von 10 m. Diese beherbergt eine nordwest-südöstlich orientierte Grabkammer. Lediglich ein Wandstein der nordöstlichen Langseite steht noch in situ. Zwölf weitere Steine liegen verstreut umher. Ihre ursprüngliche Position kann nicht mehr bestimmt werden. Darüber hinaus wurden auf dem Grab zahlreiche Lesesteine von den angrenzenden Äckern abgeladen.